# Ioan Belu
Ioan Belu (n. 14 ianuarie 1949, Cufoaia, jud. Maramureș - d. ianuarie 2008) a fost un senator român în legislatura 2000-2004 ales în județul Hunedoara pe listele partidului PRM. În cadrul activității sale parlamentare, Ioan Belu a fost membru în grupurile parlamentare de prietenie cu Republica Turcia și Republica Federală Germania.  Ioan Belu a fost membru în comisia pentru drepturile omului, culte și minorități (din feb. 2004), în comisia pentru muncă, familie și protecție socială în perioada februarie 2002 - februarie 2004 și în comisia pentru privatizare și administrarea activelor statului până în februarie 2002.  
Ioan Belu a fost militar de carieră până în 1990. Ioan Belu a fost primar al municipiului Petroșani în decursul anului 1990.  

## Legături externe
- Ioan Belu Arhivat în 17 august 2016, la Wayback Machine. la cdep.ro